# Der Glöckner von Notre Dame 2
Der Glöckner von Notre Dame 2 (Originaltitel: The Hunchback of Notre Dame II), auch Der Glöckner von Notre Dame 2 – Das Geheimnis von La Fidèle, ist die Fortsetzung des Films Der Glöckner von Notre Dame und zugleich die 20. Direct-To-Video-Produktion der Walt Disney Studios. Der Film erschien im Jahr 2002 und Regie führte Bradley Raymond.

## Handlung
Ein Wanderzirkus zieht in Paris ein, aber bald erweist sich, dass der Direktor des Zirkus Sarousch etwas Böses vorhat, und als die kostbare Glocke der Kathedrale „La Fidèle“ gestohlen wird, enttarnt Quasimodo mit der Akrobatin Madellaine den Dieb. Es kommt noch schlimmer: Der diabolische Sarousch entführt auch noch Zephyr, den Sohn von Quasimodos besten Freunden Esmeralda und Phoebus. Mit vielen Kunststücken und all ihrer Tapferkeit retten Quasimodo und seine Freunde La Fidele und den Jungen aus den bösen Klauen des Zirkusdirektors Sarousch. Am Ende gestehen sich Quasimodo und Madellaine unter dem Läuten der Glocke ihre Liebe.

## Synchronisation
Die Synchronisation übernahm die Berliner Synchron. Frank Lenart schrieb das Dialogbuch und führte die Dialogregie, Andreas Hommelsheim leitete die musikalischen Aufnahmen.
| Rolle              | Englischer Sprecher  | Deutscher Sprecher |
| ------------------ | -------------------- | ------------------ |
| Quasimodo          | Tom Hulce            | André Eisermann    |
| Quasimodo (Gesang) | Tom Hulce            | Hendrik Bruch      |
| Esmeralda          | Demi Moore           | Carin C. Tietze    |
| Phoebus            | Kevin Kline          | Jürg Löw           |
| Zephyr             | Haley Joel Osment    | Fabian Zibell      |
| Zephyr (Gesang)    | Haley Joel Osment    | Florian Schade     |
| Madellaine         | Jennifer Love Hewitt | Uschi Hugo         |
| Sarousch           | Michael McKean       | Oliver Stritzel    |
| Hugo               | Jason Alexander      | Hans-Rainer Müller |
| Laverne            | Mary Wickes          | Alice Franz        |
| Clopin             | Paul Kandel          | Heinz Rennhack     |
| Victor             | Charles Kimbrough    | Peter Fricke       |

## Kritiken
„Die schlichte Geschichte lässt Hugos Roman hinter sich, allerdings auch die formale Virtuosität des Vorgängers. Gewöhnungsbedürftig wie die bonbonbunten Bilder sind erneut die Songs. Als leichte, wenn auch wenig inspirierte Unterhaltung für Kinder akzeptabel.“